# آمرزش ۲۲۵۴
سیارک ۲۲۵۴ (به انگلیسی: 2254 Requiem، نامگذاری:1977QJ1) دو هزار و دویست و پنجاه و چهارمین سیارک کشف شده‌است که در ۱۹ اوت ۱۹۷۷ کشف شد.
قدر مطلق سیارک برابر ۱۲٫۵۰ است.